# Kennedy Simonds
Kennedy Alphonse Simonds (ur. 12 kwietnia 1936 w Basseterre) – polityk Saint Kitts i Nevis, jeden z założycieli Ruchu Akcji Ludowej. 

## Życiorys
Od 21 lutego 1980 pełnił funkcję szefa rządu kolonii Saint Kitts i Nevis. Od 19 września 1983 do 7 lipca 1995 był premierem niepodległego Saint Kitts i Nevis.